# Liste der Bodendenkmale in Regesbostel
In der Liste der Bodendenkmale in Regesbostel sind alle Bodendenkmale der niedersächsischen Gemeinde Regesbostel aufgelistet. Die Quelle ist der Denkmalatlas Niedersachsen. Der Stand der Liste ist der 28. Oktober 2024.

## Allgemein
In den Spalten finden sich folgende Informationen des Bodendenkmales :
- Lage        : geographische Koordinaten
- Bezeichnung : Bezeichnung lt. Denkmalatlas
- Beschreibung: Beschreibung lt. Denkmalatlas
- ID          : Objekt-ID
- Bild        : Bild, ggf. zusätzlich mit Link zu weiteren Fotos im Medienarchiv Wikimedia Commons.

## Regesbostel
| Lage                        | Bezeichnung               | Beschreibung | ID       | Bild |
| --------------------------- | ------------------------- | --- | -------- | ---- |
| 53° 24′ 3″ N, 9° 39′ 19″ O  | Regesbostel 5, Grabhügel  | Flach mit zerwühlter Oberfläche. Westseite bei Anlage des Gemeindeweges abgetragen. Durchmesser 10 m, erhaltene Höhe 0,8 m.                                                                                    | 28960950 | BW   |
| 53° 24′ 2″ N, 9° 39′ 19″ O  | Regesbostel 6, Grabhügel  | Flach mit verfließendem Rand. In der Mitte eine flache Eingrabung, Westrand durch Gemeindeweg angeschnitten. Durchmesser 10 m, erhaltene Höhe 0,7 m.                                                           | 28960952 | BW   |
| 53° 21′ 21″ N, 9° 39′ 54″ O | Regesbostel 20, Grabhügel | Breit, flach, Nordwestteil durch Gemeindeweg abgetragen. Durchmesser ehemals 15 m, Südteil 0,7 m hoch erhalten.                                                                                                | 28960954 | BW   |
| 53° 21′ 19″ N, 9° 39′ 53″ O | Regesbostel 21, Grabhügel | | 28960955 | BW   |
| 53° 21′ 18″ N, 9° 39′ 51″ O | Regesbostel 22, Grabhügel | Kräftig gewölbt, Durchmesser 15 m und erhaltene Höhe 1,4 m. Am Nordrand eine Eingrabung für einen modernen Abort.                                                                                              | 28960956 | BW   |
| 53° 21′ 12″ N, 9° 39′ 37″ O | Regesbostel 23, Grabhügel | Wuchtig, groß mit einigen kleineren Eingrabungen. Durchmesser 20 m, erhaltene Höhe 2 m. | 28960957 | BW   |
| 53° 21′ 10″ N, 9° 39′ 18″ O | Regesbostel 24, Grabhügel | Flach, gleichmäßig gewölbt, östlicher Hügelsaum durch Beackerung angeschnitten. Durchmesser 9 m, erhaltene Höhe 0,6 m.                                                                                         | 28960958 | BW   |
| 53° 23′ 2″ N, 9° 39′ 43″ O  | Regesbostel 41, Grabhügel | Wuchtig mit deutlich abgesetztem Rand und abgeflachter Kuppe durch modernen Jagdstand. Durchmesser 15 m, erhaltene Höhe 1,4 m.                                                                                 | 28960960 | BW   |
| 53° 22′ 57″ N, 9° 39′ 48″ O | Regesbostel 42, Grabhügel | Groß, rund, Durchmesser 25 m und 1,4 m erhaltener Höhe. Zahlreiche ältere und jüngere mittelgroße Eingrabungen stören die Oberfläche.                                                                          | 28960959 | BW   |
| 53° 21′ 11″ N, 9° 40′ 15″ O | Regesbostel 47, Grabhügel | Oben abgeflacht mit steilem Rand. Einkuhlungen weisen auf einen ausgebrochenen Steinkranz hin. Durchmesser 10 m, erhaltene Höhe 1,1 m.                                                                         | 28960961 | BW   |
| 53° 20′ 32″ N, 9° 39′ 39″ O | Regesbostel 48, Grabhügel | Sehr flach, breit mit verfließendem Rand, von alten Wegespuren überfahren. Durchmesser 15 m, erhaltene Höhe 0,6 m.                                                                                             | 28960962 | BW   |
| 53° 21′ 10″ N, 9° 39′ 34″ O | Regesbostel 51, Grabhügel | Groß, breit, oben abgeflacht, Durchmesser 22 m und erhaltene Höhe 1,3 m. | 28960963 | BW   |
| 53° 21′ 9″ N, 9° 39′ 29″ O  | Regesbostel 52, Grabhügel | Gleichmäßig gewölbt, etwas durch Forststreifenpflug beschädigt, ansonsten gut erhalten. Durchmesser 12,5 m, erhaltene Höhe 1 m.                                                                                | 28960964 | BW   |
| 53° 21′ 13″ N, 9° 39′ 16″ O | Regesbostel 53, Grabhügel | Klein, sehr flach mit sehr deutlich abgesetztem Rand und Durchmesser 7,5 m und 0,3 m erhaltener Höhe. | 28960965 | BW   |
| 53° 23′ 9″ N, 9° 37′ 22″ O  | Regesbostel 56, Grabhügel | Wuchtig mit stark zerwühlter Oberfläche. Durchmesser 20 m, erhaltene Höhe 2 m. | 28960966 | BW   |
| 53° 23′ 9″ N, 9° 37′ 24″ O  | Regesbostel 57, Grabhügel | Reste eines runden Grabhügels. Südlicher Teil zu Beginn der 1980er Jahre abgetragen, erhaltener Rest mit einem Fuder Boden bedeckt. Ursprünglicher Durchmesser 15 m, nach der Wiederanschüttung Höhe H. 0,9 m. | 28960967 | BW   |
| 53° 23′ 7″ N, 9° 39′ 37″ O  | Regesbostel 92, Grabhügel | Sehr flach, Nordwestseite im Acker und obertägig zerstört. Durchmesser ehemals 10 m, erhaltener Teil Höhe maximal 0,6 m.                                                                                       | 28961078 | BW   |
| 53° 23′ 46″ N, 9° 39′ 25″ O | Regesbostel 93, Grabhügel | Gleichmäßig gewölbt, Oberfläche durch 8 alte Pflanzreihen gestört. Durchmesser 15 m, erhaltene Höhe 1,3 m. | 28961080 | BW   |

### Regesbostel 59
- ID:28960969
- Dicht beieinanderliegende Gruppe von 14 Grabhügeln unterschiedlicher Größe davon sind zwei zerstört. Durchmesser zwischen 7 und 15 m bei einer erhaltenen Höhe von 0,5 – 1,6 m.

| Lage                       | Bezeichnung    | Beschreibung | ID       | Bild |
| -------------------------- | -------------- | --- | -------- | ---- |
| 53° 24′ 25″ N, 9° 39′ 9″ O | Regesbostel 60 | Klein, kräftig gewölbt mit steilem Rand. Durchmesser 10 Meter, erhaltene Höhe 0,8 m. Oberfläche weist alte Beschädigungen durch Forststreifenpflug auf.                                                                                | 28960968 | BW   |
| 53° 24′ 25″ N, 9° 39′ 8″ O | Regesbostel 61 | Mittelgroß, steil gewölbt mit kleiner zentraler Eingrabung und alten Forststreifenpflugspuren. Durchmesser 11 m, erhaltene Höhe 1,2 m.                                                                                                 | 28960970 | BW   |
| 53° 24′ 25″ N, 9° 39′ 7″ O | Regesbostel 62 | Klein, kräftig gewölbt mit alter Eingrabung in der Mitte und Spuren des Forststreifenpflugs. Durchmesser 9 m, erhaltene Höhe 0,9 m. | 28960971 | BW   |
| 53° 24′ 25″ N, 9° 39′ 5″ O | Regesbostel 63 | Flächig überpflügt, rund, mit kleiner Eingrabung im Zentrum. Durchmesser 10 m, erhaltene Höhe 0,8 m. | 28961065 | BW   |
| 53° 24′ 25″ N, 9° 39′ 4″ O | Regesbostel 70 | Steil mit stark abknickender Kontur und flach auslaufendem Hügelfuss. Durchmesser 12 m, erhaltene Höhe 1,3 m. Reste zerschlagener Findlinge im unmittelbaren Umkreis könnten auf eine teilweise geplünderte Steineinfassung hinweisen. | 28961066 | BW   |
| 53° 24′ 26″ N, 9° 39′ 4″ O | Regesbostel 71 | Klein, flach mit gleichmäßiger Wölbung. Rand läuft flach aus, eine alte Eingrabung. Durchmesser 7 m, erhaltene Höhe 0,6 m. | 28961067 | BW   |
| 53° 24′ 26″ N, 9° 39′ 5″ O | Regesbostel 72 | Wuchtig mit steilem Rand. In der Mitte eine tiefe Eingrabung, evtl ein Stellungsloch mit Zugangsgraben. Durchmesser 13 m, erhaltene Höhe 1,6 m.                                                                                        | 28961068 | BW   |
| 53° 24′ 26″ N, 9° 39′ 6″ O | Regesbostel 73 | Wuchtig mit steilem Rand und verflachter Kuppe. Beschädigungen liegen durch Eingrabungen im Nordwesten und Forststreifenpflug vor. Durchmesser 13 m, erhaltene Höhe 1,3 m.                                                             | 28961069 | BW   |
| 53° 24′ 26″ N, 9° 39′ 7″ O | Regesbostel 74 | Breit, wuchtig, Nordteil überpflügt und eingeebnet. Gut erhaltener Südteil. Ehemaliger Durchmesser 15 m und erhaltene Höhe 0,9 m. | 28961070 | BW   |
| 53° 24′ 26″ N, 9° 39′ 7″ O | Regesbostel 75 | Sehr kräftig gewölbt mit flächigen Spuren des Forststreifenpflugs. Durchmesser 10 m, erhaltene Höhe 1,2 m. | 28961071 | BW   |
| 53° 24′ 26″ N, 9° 39′ 9″ O | Regesbostel 76 | Klein, sehr flach, trägt Spuren des Forststreifenpflugs und 7 m Durchmesser und 0,5 m Höhe. | 28961072 | BW   |
| 53° 24′ 26″ N, 9° 39′ 8″ O | Regesbostel 78 | Breit, flach, Durchmesser 15 m und erhaltene Höhe 1 m. Nordteil von Forststreifenpflug überpflügt, im Ostteil eine alte Eingrabung. | 28961073 | BW   |
| 53° 24′ 26″ N, 9° 39′ 8″ O | Regesbostel 79 | Flach mit verfließendem Rand, überpflügt und dadurch stark eingeebnet. Durchmesser ca. 10 m, erhaltene Höhe ca. 0,6 m. | 28961074 | BW   |
| 53° 24′ 26″ N, 9° 39′ 9″ O | Regesbostel 80 | Flach, mehrfach überpflügt, Oberfläche stark zerwühlt. Durchmesser 11 m, erhaltene Höhe 0,8 m. | 28961075 | BW   |